# Понтак
Понта́к (фр. Pontacq) — коммуна во Франции, находится в регионе Аквитания. Департамент — Атлантические Пиренеи. Административный центр кантона Валле-де-л’Ус и дю Лагуэн. Округ коммуны — По.
Код INSEE коммуны — 64453.

## География

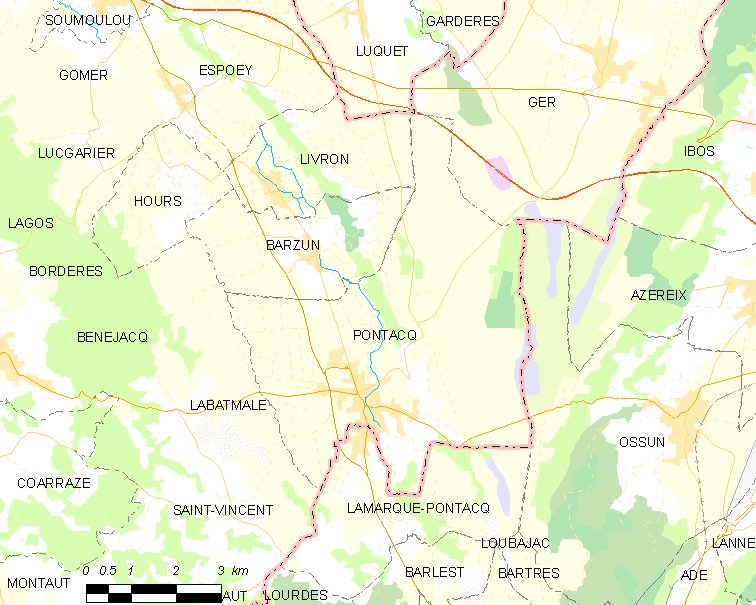
Карта коммуны

Коммуна расположена приблизительно в 660 км к югу от Парижа, в 190 км южнее Бордо, в 25 км к юго-востоку от По.
По территории коммуны протекает река Ус.

### Климат
Климат тёплый океанический. Зима мягкая, средняя температура января — от +5°С до +13°С, температуры ниже −10 °C бывают редко. Снег выпадает около 15 дней в году с ноября по апрель. Максимальная температура летом порядка 20-30 °C, выше 35 °C бывает очень редко. Количество осадков высокое, порядка 1100 мм в год. Характерна безветренная погода, сильные ветры очень редки.

## Население
Население коммуны на 2010 год составляло 2822 человека.
| 1962 | 1968 | 1975 | 1982 | 1990 | 1999 | 2010 |
| ---- | ---- | ---- | ---- | ---- | ---- | ---- |
| 2453 | 2402 | 2328 | 2534 | 2683 | 2612 | 2822 |

## Администрация
| Период | Период | Фамилия           | Партия | Примечания |
| ------ | ------ | ----------------- | ------ | ---------- |
| 1965   | 1995   | Жан Эстрад        |        |            |
| ...    | ...    | ...               | ...    | ...        |
| 2001   | 2008   | Морис Мерель      |        |            |
| 2008   | 2020   | Дидье Ларразабаль |        |            |

## Экономика
В 2010 году среди 1693 человек трудоспособного возраста (15-64 лет) 1239 были экономически активными, 454 — неактивными (показатель активности — 73,2 %, в 1999 году было 71,2 %). Из 1239 активных жителей работали 1127 человек (585 мужчин и 542 женщины), безработных было 112 (52 мужчины и 60 женщин). Среди 454 неактивных 106 человек были учениками или студентами, 245 — пенсионерами, 103 были неактивными по другим причинам.

## Достопримечательности
- Церковь Св. Лаврентия (1858 год)
- Особняк Мерак (XVI век). Исторический памятник с 2006 года[4]
- Башня и прилегающие стены (XIV век). Исторический памятник с 1945 года[5]

## Фотогалерея

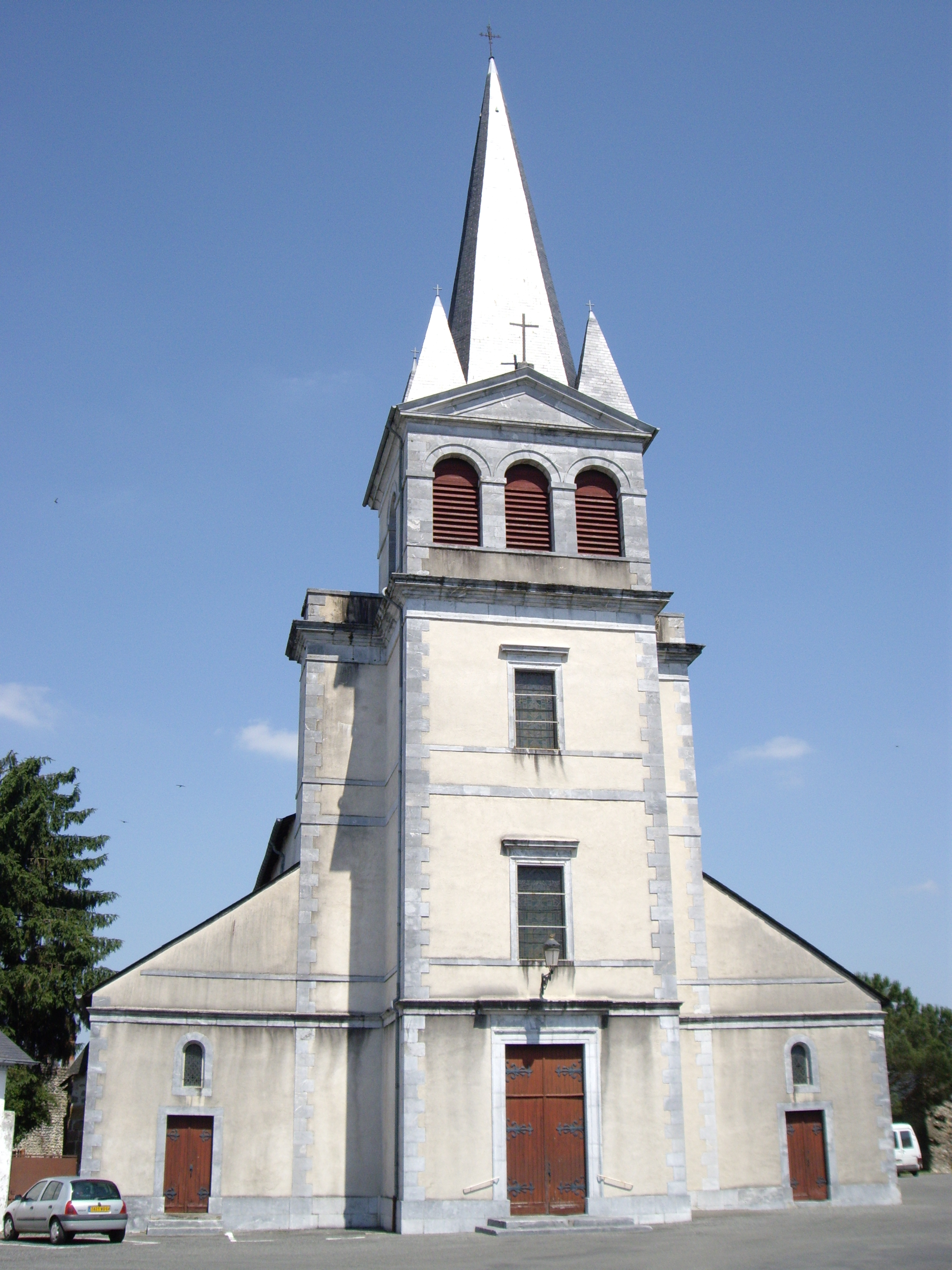
Церковь Св. Лаврентия
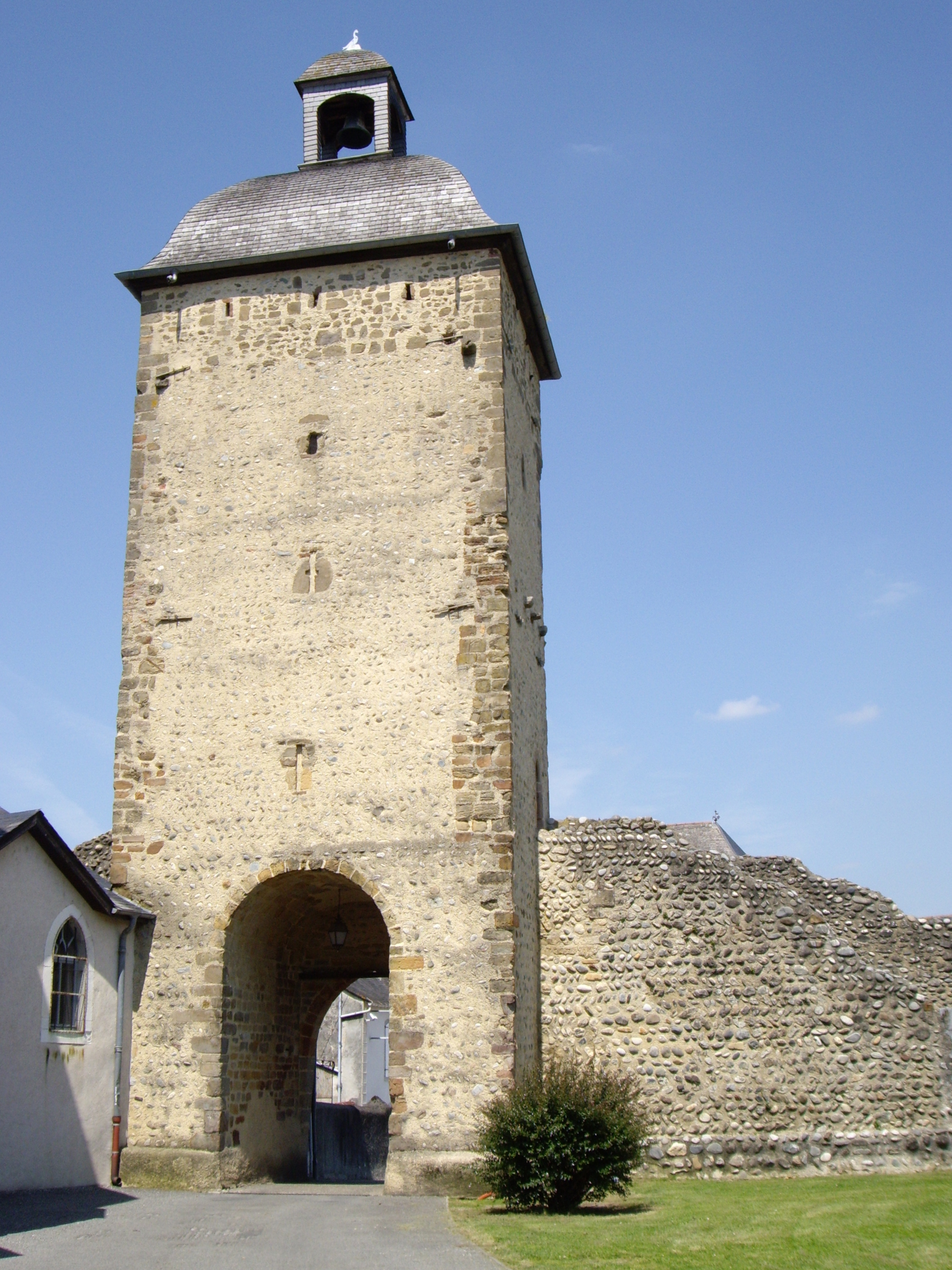
Башня
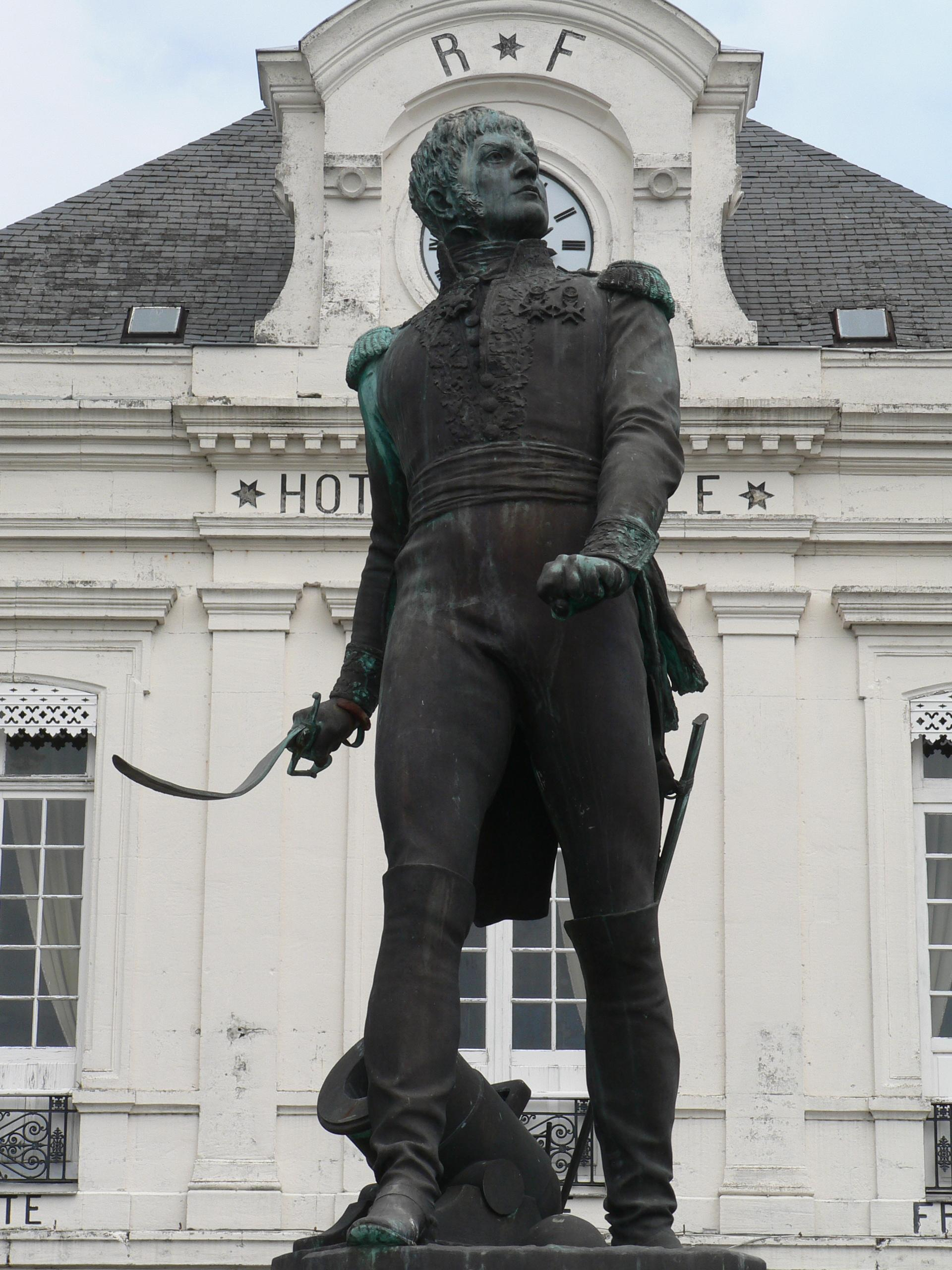
Памятник генералу Жозефу Барбанегру